# Vrede van Parijs (1763)

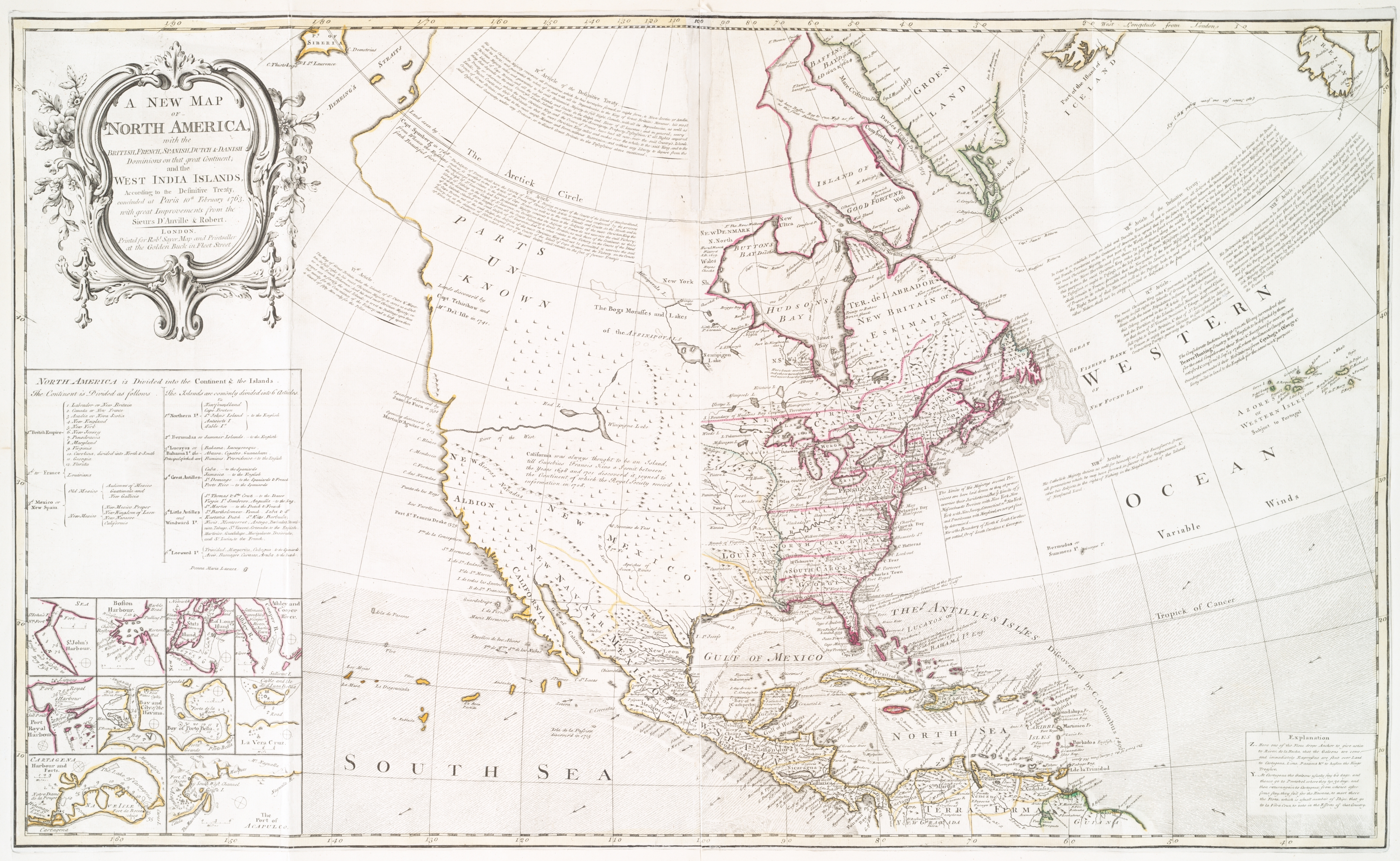
Gedeeltelijke kaart van Noord-Amerika na het verdrag van Parijs in 1763, getekend door de cartografen Sayer en d'Anville.

Het Verdrag van Parijs, ook wel de Vrede van Parijs genoemd, werd op 10 februari 1763 gesloten en beëindigde de Zevenjarige Oorlog. Het werd ondertekend door koninkrijk Groot-Brittannië, Frankrijk, Spanje en Portugal. Vijf dagen later ondertekenden Oostenrijk, Pruisen en Saksen de Vrede van Hubertusburg.
Het leverde Engeland grote gebiedswinst in de koloniale wereld op. Het verwierf er na de Franse en Indiaanse Oorlog zowat alle Franse bezittingen op het Noord-Amerikaanse continent (onder andere Canada) en Florida, dat tot dan toe Spaans bezit geweest was. Hier begon het proces dat gemaakt heeft dat het grootste deel van Noord-Amerika nu Engelstalig is. Het betekende ook het einde van het uitgestrekte Franse koloniale imperium in Noord-Amerika, op Saint-Pierre en Miquelon en de Franse kust van Newfoundland na. De gebieden ten westen van de Mississippi (van Californië tot Texas) waren echter wel Spaans bezit.
In India kreeg Engeland na de Derde Oorlog om de Carnatic ook voet aan wal ten koste van Frankrijk. Dit vormde het begin van de Britse koloniale heerschappij over gebieden in India.
De door de Engelsen in de Slag om Manilla veroverde steden Manilla en Cavite kwamen weer in Spaanse handen.